# 鹿島町 (島根県)
鹿島町（かしまちょう）は、かつて島根県の北東部にあった町。八束郡に属した。現在は合併により松江市となっている。
町名の由来は、町が1896年以前において秋鹿郡と島根郡に跨っていたことから両郡名から一字ずつとって「鹿島」としたものである。

## 歴史
- 1956年（昭和31年）3月3日 - 恵曇町・佐太村・講武村・御津村が合併して鹿島町が発足。
- 2005年（平成17年）3月31日 - 松江市・島根町・美保関町・八雲村・玉湯町・宍道町・八束町と合併し、改めて松江市が発足。同日鹿島町廃止。

## 行政

### 行政機関

#### 役場
現在は松江市役所鹿島支所となっている。

## 教育
現在は全て松江市立となっている。
- 小学校
  - 鹿島町立鹿島東小学校
  - 鹿島町立恵曇小学校
  - 鹿島町立佐太小学校
- 中学校
  - 鹿島町立鹿島中学校

## 交通

### 鉄道
町内に鉄道は通っていない。鉄道を利用する場合の最寄り駅は、JR西日本山陰本線松江駅や、一畑電鉄北松江線松江しんじ湖温泉駅など。

### 道路
- 町内を走る県道
  - 島根県道37号松江鹿島美保関線
  - 島根県道175号御津東生馬線
  - 島根県道264号講武古江線
  - 島根県道266号大野魚瀬恵曇線

## エピソード
1978年の千葉真一主演ドラマ『十字路』で舞台となり、町民がエキストラで出演して撮影協力をしている。